# Ilmari Launis
Adolf Ilmari Launis (fram till 1900 Lindberg), född 3 december 1881 i Tavastehus, död 10 april 1955 i Helsingfors, var en finländsk arkitekt och konstnär som ritade ett stort antal kyrkor på olika håll i Finland samt flera prästgårdar, begravningskapell och församlingshem.
Launis blev student 1901 och avlade arkitektexamen 1905. Han var extraordinarie arkitekt vid Överstyrelsen för allmänna byggnaderna 1905–1927, extraordinarie förste arkitekt 1927–1928, tillförordnad förste arkitekt 1928–1937 samt distriktsarkitekt i Kuopio distrikt 1937–1948. Utöver sin arkitektverksamhet var han även konstnär och målade de flesta altartavlorna till sina kyrkor samt ägnade sig åt porträttmåleri och skulptur. Han är begravd på Sandudds begravningsplats i Helsingfors.

## Byggnader i urval
- Birkala gamla kyrka, 1921
- Borgnäs kyrka, 1924
- Huhtamo kyrka, 1928
- Kalvola kyrka, 1921
- Paldamo kyrka, 1946
- Sammaljoki kyrka, 1924
- Saari kyrka, 1934
- Tervo kyrka, 1925
- Vieremä kyrka, 1919
- Ylämaa kyrka, 1931

## Bildgalleri

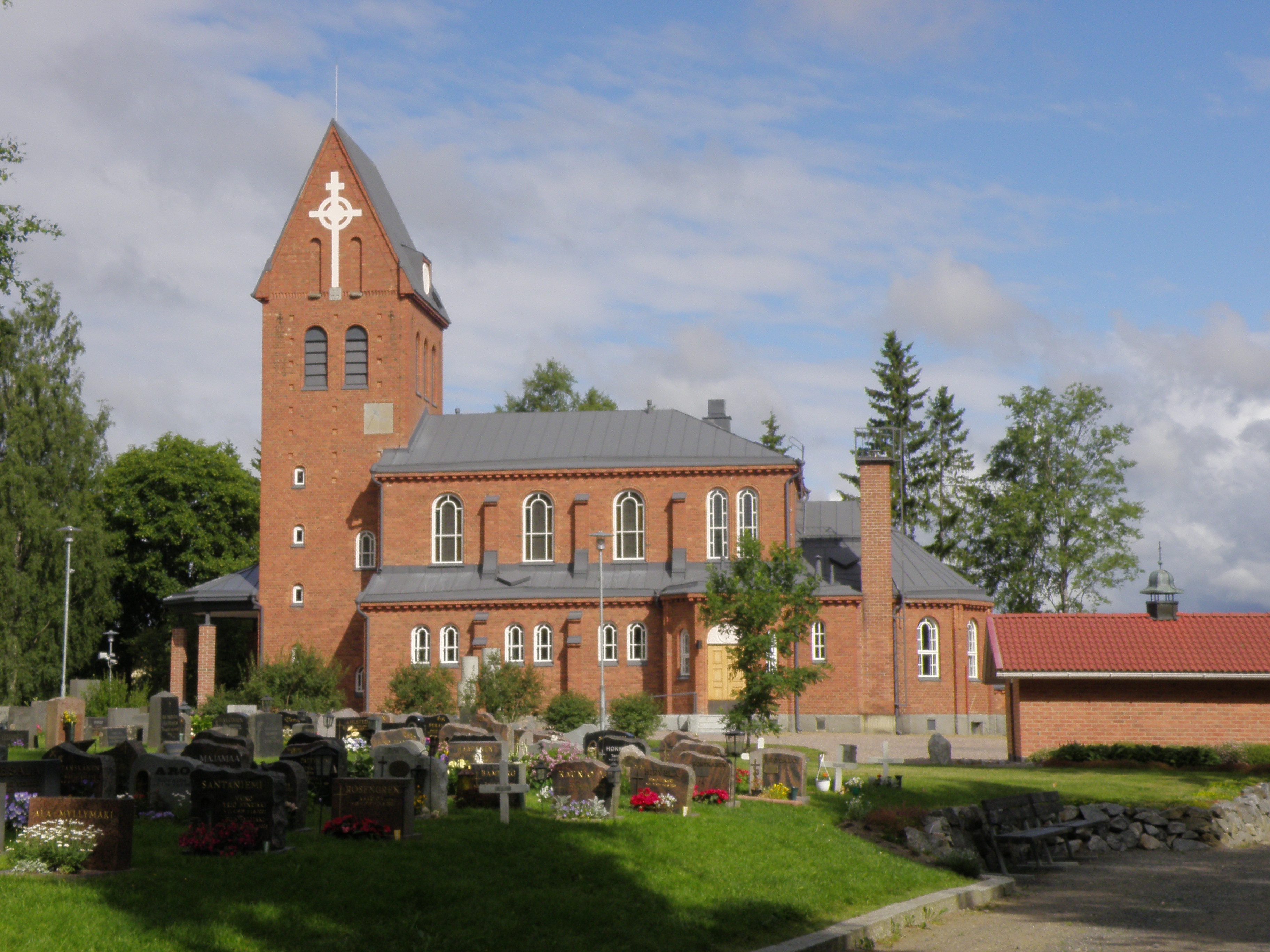
Birkala gamla kyrka.
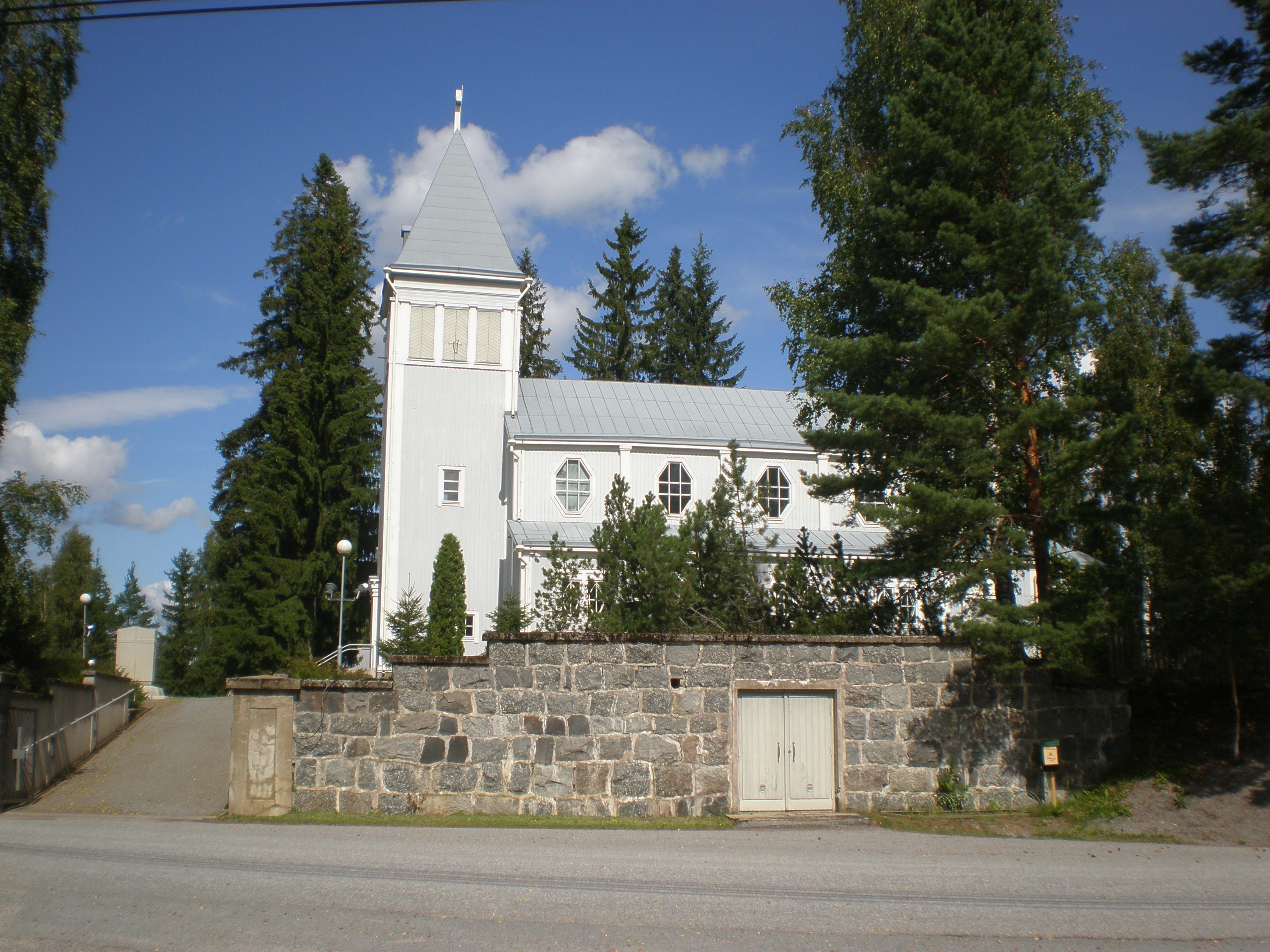
Sammaljoki kyrka.
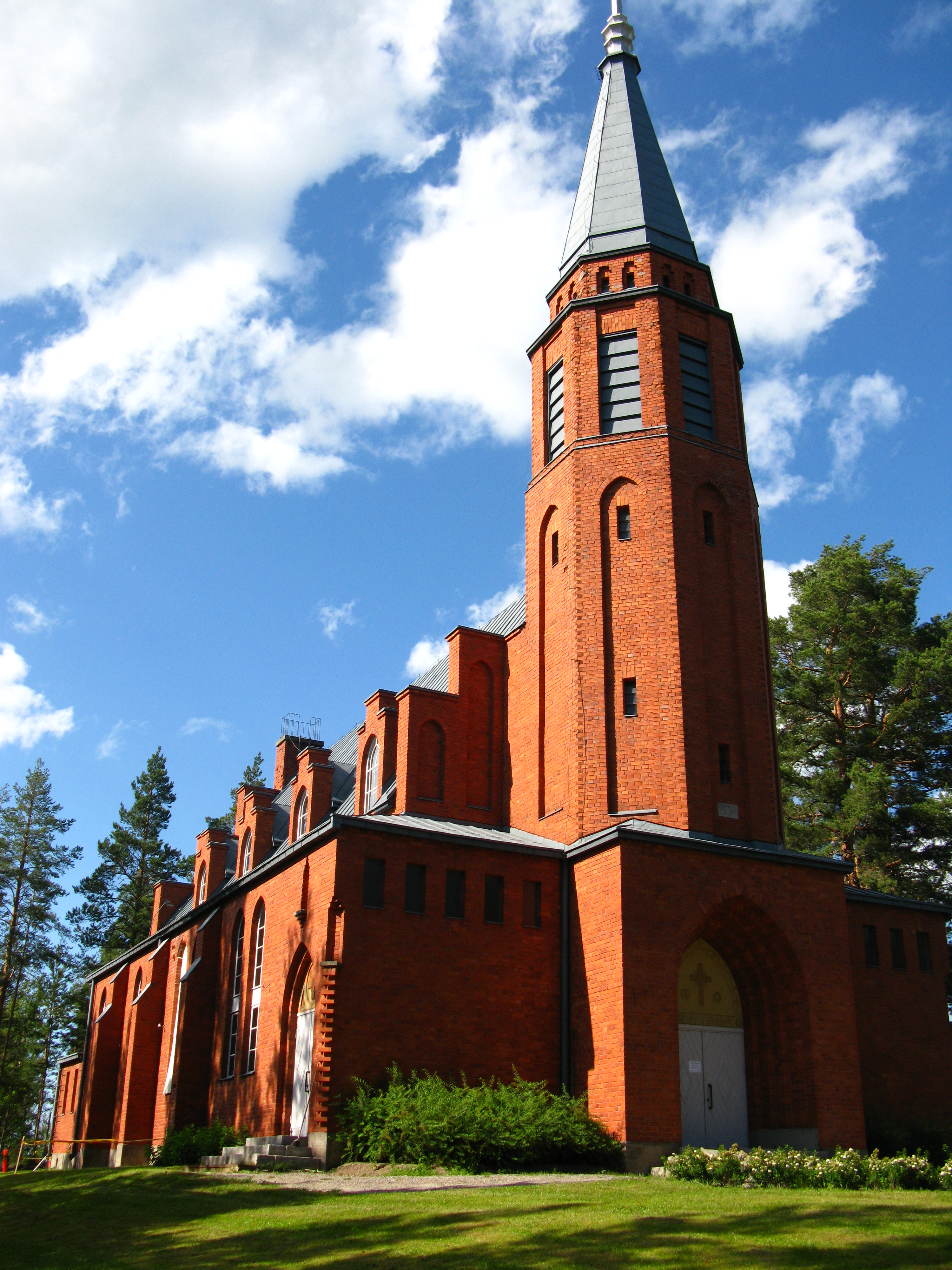
Saari kyrka.
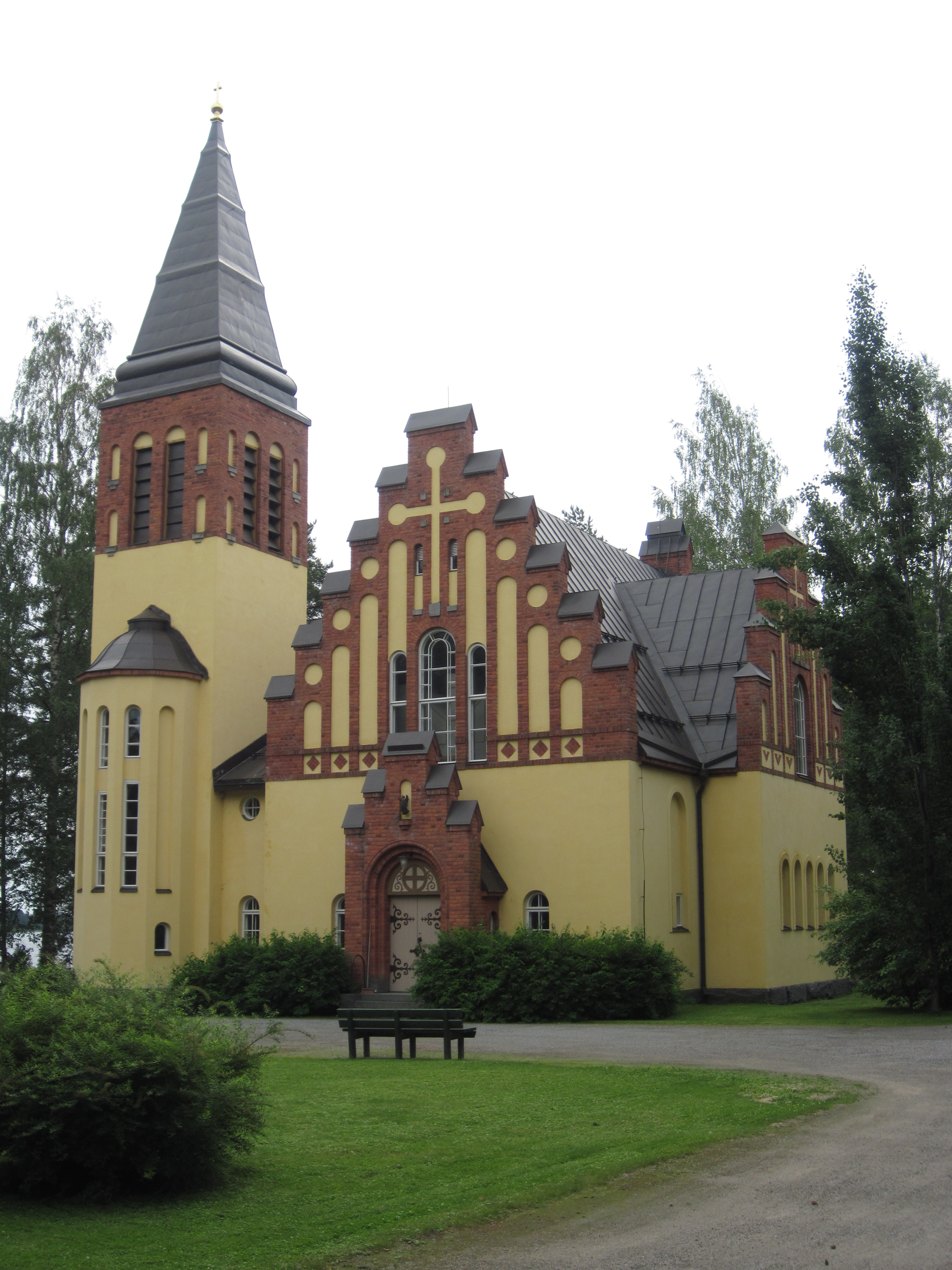
Tervo kyrka.